# 曹爾忠
曹爾忠（1954年8月24日—）中國國民黨籍連江縣政治人物，曾任立法委員，現任中華民國路跑協會理事長。
曹爾忠自1993年中華民國國會全面改選創設連江縣選區起，即當選立法委員，在第五屆選舉中，大敗於由親民黨提名的叔父曹原彰手下，但翌屆曹原彰連任失敗，曹爾忠回鍋擔任本選區第六屆立法委員，第七屆選舉遇上親民黨籍縣長陳雪生所支持、莒光鄉出身的親民黨不分區立委林惠官，以些微差距驚險連任，2012年遭遇前縣長陳雪生挑戰，以167票之差，時隔10年，再度連任失敗。

## 選舉紀錄
| 年度 | 選舉屆數           | 選舉區       | 所屬政黨   | 得票數 | 得票率  | 當選標記 | 備註 |
| ---- | ------------------ | ------------ | ---------- | ------ | ------- | -------- | ---- |
| 1992 | 第二屆立法委員選舉 | 連江縣選舉區 | 中國國民黨 | 1,648  | 58.71%  |          |      |
| 1995 | 第三屆立法委員選舉 | 連江縣選舉區 | 中國國民黨 | 1,743  | 55.99%  |          |      |
| 1998 | 第四屆立法委員選舉 | 連江縣選舉區 | 中國國民黨 | 2,443  | 100.00% | 同額競選 |      |
| 2001 | 第五屆立法委員選舉 | 連江縣選舉區 | 中國國民黨 | 1,986  | 43.63%  |          |      |
| 2004 | 第六屆立法委員選舉 | 連江縣選舉區 | 無黨籍     | 2,504  | 56.26%  |          |      |
| 2008 | 第七屆立法委員選舉 | 連江縣選舉區 | 中國國民黨 | 2,182  | 49.72%  |          |      |
| 2012 | 第八屆立法委員選舉 | 連江縣選舉區 | 中國國民黨 | 2,361  | 46.69%  |          |      |
| 2020 | 第十屆立法委員選舉 | 連江縣選舉區 | 無黨籍     | 2,198  | 36.63%  |          |      |

## 外部連結
- 立法院 （页面存档备份，存于）